# Futbol a Angola
El futbol és l'esport més popular a Angola, seguit pel basquetbol.

## Competicions

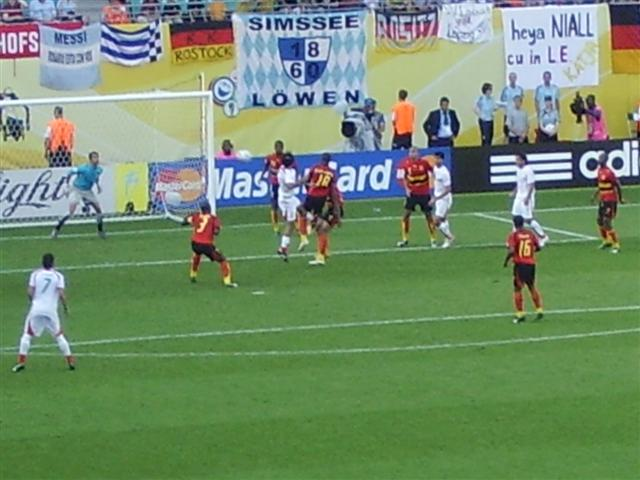
Imatge del partit Iran Angola al Mundial 2006.

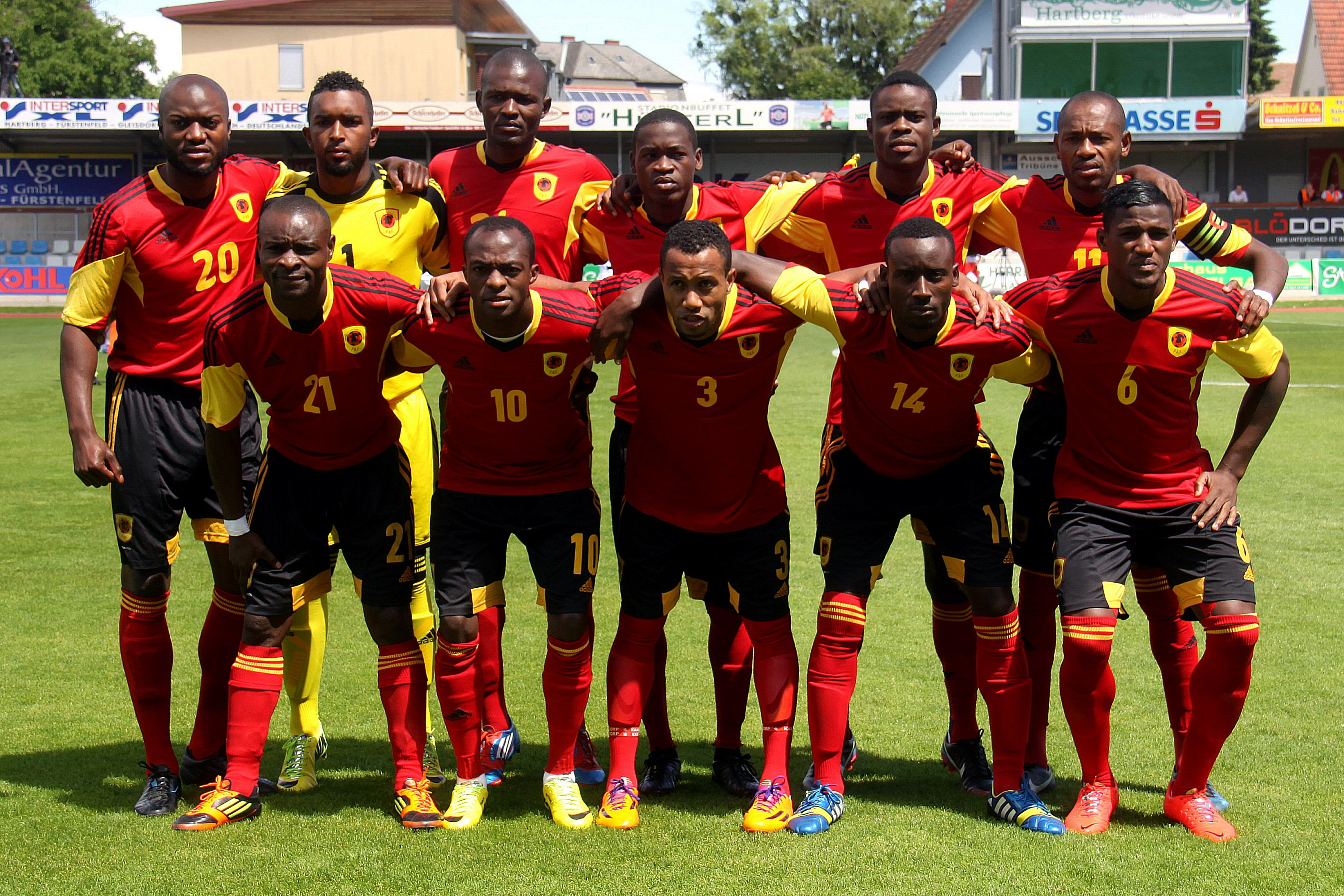
Selecció d'Angola el 2014.

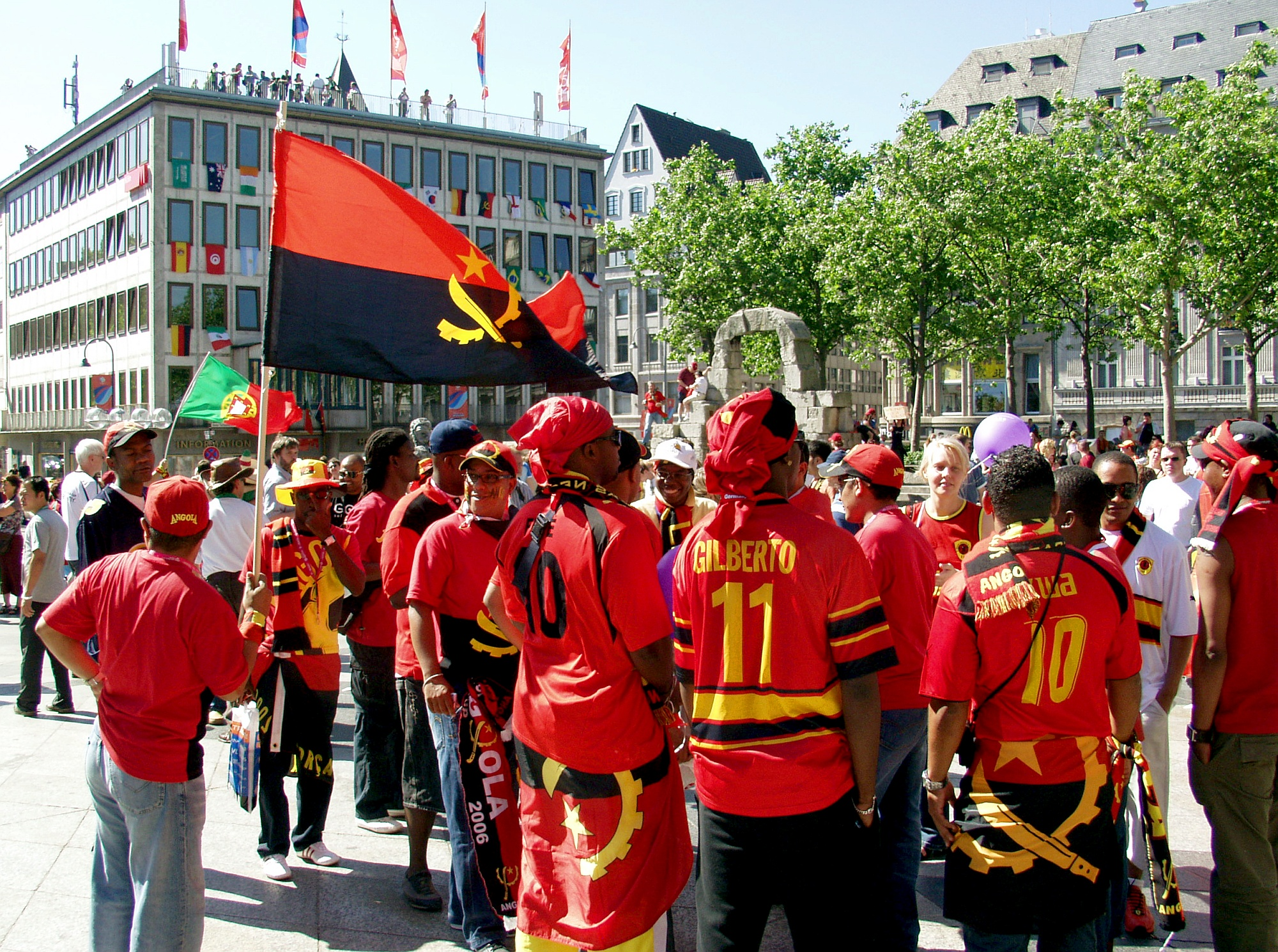
Seguidors angolesos a Colònia.

- Lligues:
  - Girabola[2]
  - Segona Divisió (Segundona)
  - Tercera Divisió
  - Lliga femenina
- Copes:
  - Taça de Angola
  - Supertaça de Angola
  - Taça de Angola femenina
  - Supertaça de Angola femenina
  - Taça Março Mulher

## Principals clubs
Clubs amb més títols nacionals a 2019.
- Atlético Petróleos Luanda
- Clube Desportivo Primeiro de Agosto
- Atlético Sport Aviação
- Sporting Clube de Luanda
- Estrela Clube Primeiro de Maio
- Clube Nacional de Benguela (ex SC Portugal)
- Grupo Desportivo e Recreativo do Libolo
- Grupo Desportivo Sagrada Esperança
- Grupo Desportivo Interclube
- Clube Ferroviário de Luanda
- Clube Desportivo Ferroviário do Huambo
- Independente Sport Clube
- Clube Ferroviário da Huíla
- Atlético Petróleos do Namibe (ex Sonangol)
- Kabuscorp Sport Clube do Palanca

## Jugadors destacats
Fonts:
Des de 1940
- Fernando Peyroteo

Des de 1950
- José Águas

Des de 1960
- Alfredo Espírito Santo
- Jorge Alberto Mendonça
- Rico
- Joaquim Santana

Des de 1970
- Pedro Benje
- Domingos Inguila
- Rui Jordão
- Manecas

Des de 1980
- Jesús
- Vata Matanu Garcia
- Daniel Ndunguidi Gonçalves

Des de 1990
- Hélder Cristóvão
- Paulão
- João Ricardo Pereira

Des de 2000
- Flávio Amado
- Yamba Asha
- Akwá
- Bodunha
- Carlos Fernandes
- Paulo Figueiredo
- Sebastião Gilberto
- Kali
- Love
- André Macanga
- Mantorras
- António Mendonça
- Wilson Novo

Des de 2010
- Bastos
- Djalma Campos
- William Carvalho
- Manucho

## Principals estadis

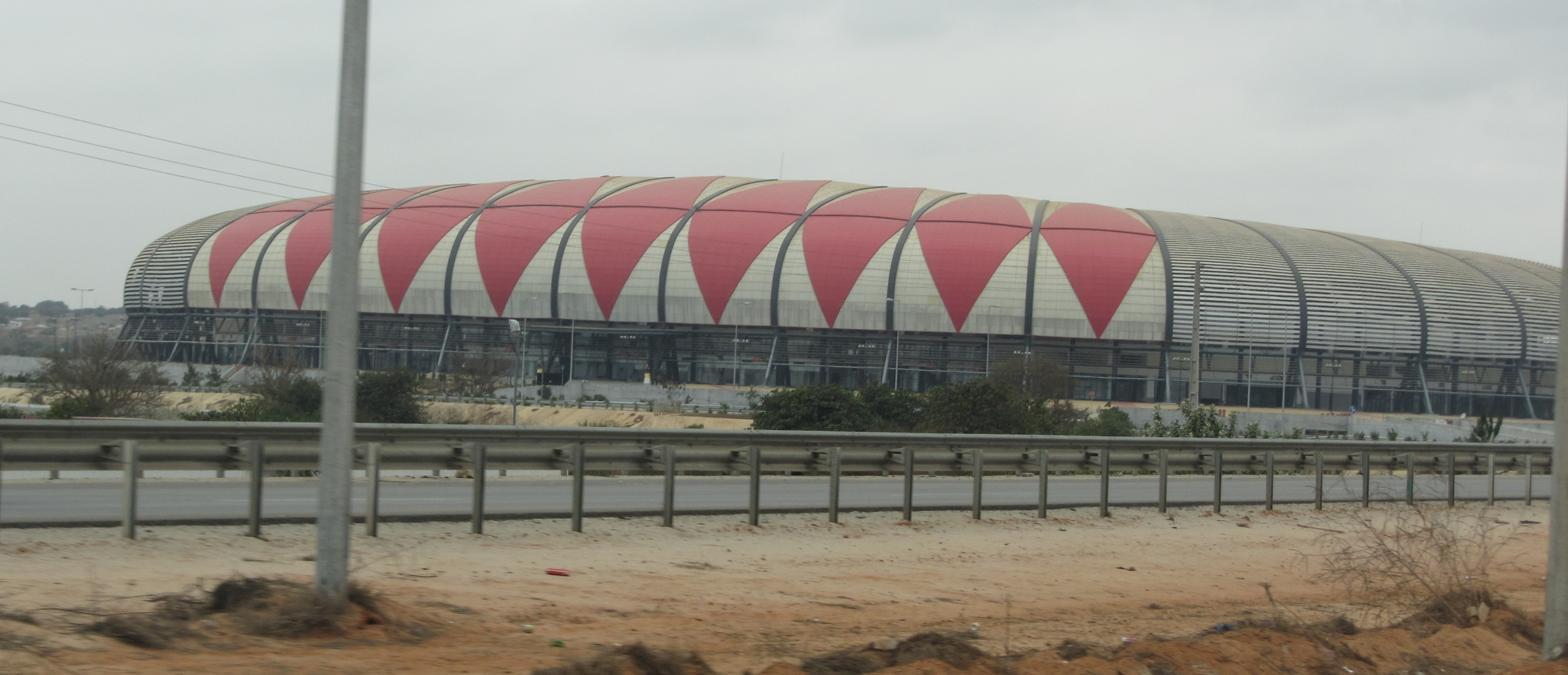
Estádio 11 de Novembro.

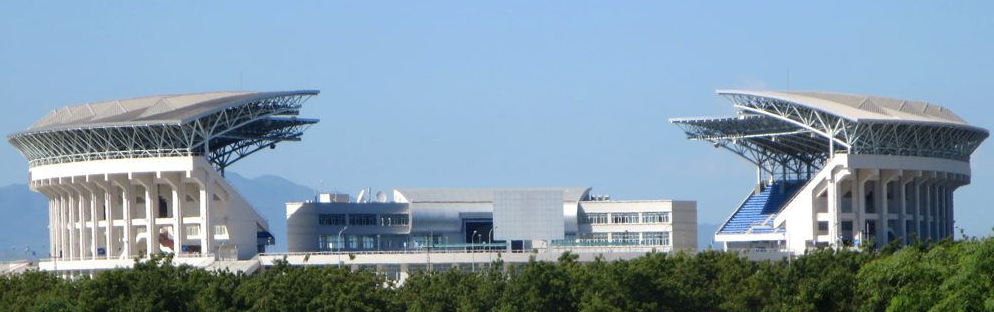
Estádio Nacional de Ombaka.

| # | Estadi                          | Capacitat | Ciutat   |
| - | ------------------------------- | --------- | -------- |
| 1 | Estádio 11 de Novembro          | 48.500    | Viana    |
| 2 | Estádio da Cidadela             | 40.000    | Luanda   |
| 3 | Estádio Nacional de Ombaka      | 35.000    | Benguela |
| 4 | Estádio Nacional da Tundavala   | 20.000    | Lubango  |
| 5 | Estádio Nacional do Chiazi      | 20.000    | Cabinda  |
| 6 | Campo Mário Santiago            | 18.000    | Luanda   |
| 7 | Estádio do Santos               | 17.000    | Viana    |
| 8 | Estádio do Ferroviário da Huíla | 15.000    | Lubango  |